# Виползово (Бологовський район)
Виползово (рос. Выползово) — селище в Бологовському районі Тверської області Російської Федерації.
Населення становить 1659 осіб. Входить до складу муніципального утворення Виползовське сільське поселення.

## Історія
Від 2005 року входить до складу муніципального утворення Виползовське сільське поселення.

## Населення
| 1959 | 1970  | 1979    | 1989    | 2002  | 2010  |
| ---- | ----- | ------- | ------- | ----- | ----- |
| 4301 | ↗8215 | ↗13 443 | ↗13 473 | ↘2047 | ↘1659 |